# Marianne Rosenberg

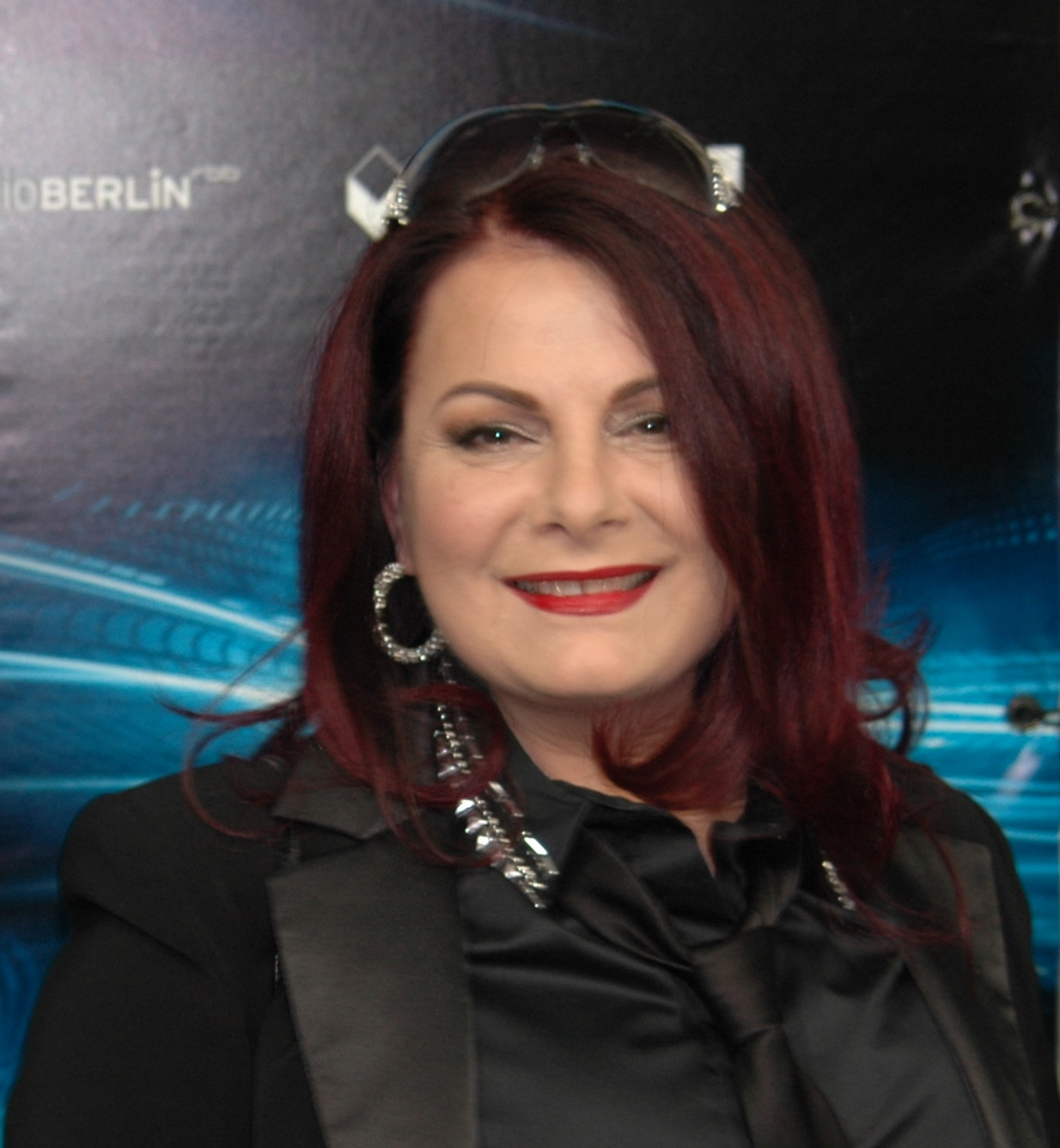
Marianne Rosenberg (2014).

Marianne Rosenberg, född 10 mars 1955 i Berlin, är en tysk schlagersångare och låtskrivare.

## Diskografi
- 1971 Mr. Paul McCartney (D-Charts: # 33)
- 1971 Fremder Mann (D-Charts: # 8)
- 1971 Er ist nicht wie du (D-Charts: # 5)
- 1972 Warum gerade ich (D-Charts: # 26)
- 1972 Jeder Weg hat mal ein Ende (D-Charts: # 9)
- 1973 Laß dir Zeit (D-Charts: # 40)
- 1974 Ein Stern erwacht (D-Chart: # 21)
- 1974 Wären Tränen aus Gold (D-Charts: # 20)
- 1975 Karneval (D-Charts: # 46)
- 1975 Er gehört zu mir (D-Charts: # 7)
- 1975 Ich bin wie du (D-Charts: # 18)
- 1976 Lieder der Nacht (D-Charts: # 6)
- 1976 Marleen (D-Charts: # 5)
- 1977 Einen Tag mehr als für immer (So lang' werde ich dich lieben) (D-Charts: # 45)
- 1977 Nimm dir Zeit für sie (Eh' die zeit sie dir nimmt)
- 1978 Schade, ich kann dich nicht lieben
- 1978 Cariblue
- 1978 Andreas
- 1979 Wo ist Jane
- 1979 Herz aus Glas (D-Charts: # 25)
- 1979 Und die Liebe, sie kam
- 1980 Sie ist kalt
- 1980 Traumexpress
- 1980 Ruf an! (D-Charts: # 54)
- 1980 Ich hab' auf Liebe gesetzt (D-Charts: # 31)
- 1982 Nur Sieger stehn im Licht (D-Charts: # 32)
- 1989 Ich denk an dich
- 1992 Nur eine Nacht
- 2000 Himmlisch
- 2001 Nur das Beste
- 2004 Lieder der Nacht-Special ed.
- 2004 Für Immer Wie Heute
- 2011 Rette mich durch die Nacht (CD-Single)
- 2011 Regenrhythmus (D-Charts: # 29)